# Division Atomwaffen

Drapeau de la Division Atomwaffen.

Drapeau du Front de résistance national socialiste.

La Division Atomwaffen (« Division armes nucléaires », en allemand) est un réseau terroriste néonazi américain fondé en 2013, dans le sud des États-Unis. Il est également actif au Royaume-Uni, au Canada, en Allemagne et dans les pays baltes, et dans d'autres pays européens.

## Historique
La création de la division Atomwaffen a été annoncée sur le forum de discussion en ligne néofasciste et néonazie IronMarch.org,, en 2015 ; forum qui, avant sa fermeture en 2017, avait été lié à plusieurs actes de terrorisme néonazi et à des groupes militants violents tels que le Mouvement de résistance nordique, l'Action nationale, CasaPound et Aube dorée,. Dans ses premiers messages, le groupe se décrit comme un « groupe de camarades très fanatiques et idéologiques qui font à la fois de l'activisme et de la formation militante. Entraînement au corps à corps, entraînement aux armes et diverses autres formes d'entraînement. Quant au militantisme, nous sensibilisons le monde réel par des moyens non conventionnels ».
En 2016, l'organisation attire l'attention grâce à une campagne d'affichage sur des campus universitaires à travers les États-Unis. Le groupe est composé en majorité de jeunes et il a également recruté de nouveaux membres sur les campus universitaires,. Ses campagnes d’affiche de recrutement sur les campus incitent les étudiants à « rejoindre vos nazis locaux ! » et dire « les nazis arrivent ! ». Elle a posté des affiches de recrutement à l’université de Chicago, à l’université du centre de la Floride, à l'université Old Dominion de Norfolk, en Virginie, et à l’Université de Boston,.
La division Atomwaffen a recruté plusieurs anciens combattants et membres actuels des forces armées américaines qui forment les membres de l'organisation à l'utilisation des armes à feu et au combat au corps à corps.
Atomwaffen s’est engagée dans des projets visant à paralyser les réseaux d’eaux publiques et à détruire des éléments du Continental U.S. power transmission grid (en). Atomwaffen a également été accusée d’avoir planifié l'explosion de centrales nucléaires afin de provoquer des cataclysmes nucléaires. L'organisation vise un renversement violent du gouvernement fédéral américain par le biais de tactiques terroristes et de guérilla.
« La Division Atomwaffen » encourage les membres à brûler le drapeau des États-Unis et la Constitution des États-Unis, et à attaquer le gouvernement et les minorités (en particulier les Juifs). Le groupe est principalement composé de jeunes et la Division Atomwaffen a été active dans le domaine de la sélection de campus universitaires. Elle est listée comme un groupe haineux par le Southern Poverty Law Center,.
Depuis 2017, l'organisation a été liée à cinq meurtres et à plusieurs agressions,,.
Début 2018, ProPublica estime que la Division Atomwaffen comporte 80 membres aux États-Unis, tandis que l'Anti-Defamation League juge quant à elle qu'Atomwaffen aurait 24 à 36 membres actifs. Selon le Centre international de lutte contre le terrorisme, le groupe compte un grand nombre d'« initiés » en plus de 60 à 80 membres à part entière,.
Elle subit ensuite un fort déclin en raison de conflits internes, d'arrestations et de 5 meurtres attribués au groupe.
Le 14 mars 2020, Mason a affirmé que la Division Atomwaffen avait été dissoute. Cependant, on pense que le groupe est sur le point d'être désigné organisation terroriste par le département d'État, et la Ligue anti-diffamation a déclaré que « cette décision vise à donner aux membres une marge de manœuvre plutôt qu'à mettre fin à leurs activités militante »,. Un dossier de renseignement qui a été distribué par les forces de l'ordre fédérales a averti qu'Atomwaffen et ses branches discutaient de tirer parti de la pandémie de Covid-19. Le 25 mars 2020, un homme du Missouri affilié à Atomwaffen aurait prévu de détruire un hôpital traitant des victimes du coronavirus avec une voiture piégée et est mort dans une fusillade avec le FBI,.
Selon les experts de la lutte contre le terrorisme, le groupe reste actif et continue de créer des filiales en Europe. Via les réseaux sociaux, l'organisation a essaimé en Allemagne. Elle est liée à d'autres organisations terroristes néonazies comme la Feuerkrieg Division (FKD, active en Estonie), la Sonnenkrieg Division (SKD, active au Royaume-Uni), et Ordre des neuf angles. Le 31 mai 2020, il a été annoncé qu'une nouvelle cellule Atomwaffen avait été découverte en Russie. Les services de sécurité locaux venaient également de découvrir une cellule en Suisse, confirmant les soupçons des responsables allemands selon lesquels la Suisse était la base arrière de la filiale allemande d'Atomwaffen, leur permettant d'échapper aux forces de l'ordre. Les responsables européens de la sécurité ont demandé à leurs homologues américains de les aider à combattre ces cellules et ont exhorté à les désigner comme organisations terroristes,,.
En août 2020, des mois après sa dissolution, le groupe a refait surface, cette fois sous le nom d'« Ordre national-socialiste ».
Le 22 avril 2021, le gouvernement britannique a annoncé l'interdiction d'Atomwaffen/Ordre national socialiste en tant qu'organisations terroristes,. Des actions similaires ont été entreprises par le Canada et l'Australie, qui ont mis hors la loi les branches locales d'Atomwaffen dans le cadre d'interdictions générales contre les organisations d'extrême droite,. D'anciens membres de l'ONS ont publié un article de blog sur leur site Web le 12 septembre 2022, affirmant qu'ils créaient une nouvelle organisation, le « Front de résistance national socialiste ».

## Idéologie
L’organisation prône explicitement le néonazisme, tirant une influence notable de James Mason et de sa publication, Siege, un bulletin d’information datant du milieu des années 80 appartenant au National Socialist Liberation Front qui rend hommage à Adolf Hitler, Joseph Tommasi, Charles Manson, Savitri Devi. Celle-ci a été publiée en version livresque, qui doit être lue par tous les membres. Mason, un néonazi et négationniste de l'Holocauste qui prône le meurtre et la violence pour créer le chaos et déstabiliser le système, est l'un des principaux conseillers du groupe,.
Atomwaffen s'inspire également de l'ésotérisme et de l'occultisme nazis. Ses lectures recommandées aux aspirants initiés incluent les œuvres de Savitri Devi et d'Anton Long de l'Ordre des neuf angles, un célèbre chef néonazi britannique aux antécédents criminels violents. Certains membres ont prêté allégeance à l'Ordre des neuf angles, un mouvement fasciste et sataniste,.
Le groupe prône une renaissance du futurisme italien, un mouvement artistique d'avant-garde antérieur à la Première Guerre mondiale qui glorifiait « la guerre - l'unique hygiène du monde - le militarisme, le patriotisme, la destruction des porteurs de liberté, de belles idées pour lesquelles il serait digne de mourir ».
Elle fait partie de la mouvance de l'alt-right,,,,, bien qu'elle rejette cette étiquette,, et qu'elle est considérée comme extrémiste au sein même de cette mouvance.
Certains membres ont également affiché de la sympathie à l'égard du salafisme et du djihadisme. Brandon Russell (en), fondateur de la Division Atomwaffen, aurait décrit Omar Mateen, qui avait prêté allégeance à l'État islamique en Irak et au Levant et perpétré la fusillade dans la discothèque gay d'Orlando, comme « un héros ». Le groupe idolâtre également Oussama ben Laden dans sa propagande et considère « la culture du martyre et de l'insurrection » au sein d'Al-Qaïda et des talibans comme un modèle à imiter. Samuel Woodward a également exprimé un point de vue positif sur l'islam, affirmant qu'il préférait l'EIIL au multiculturalisme et au libéralisme et a cité Julius Evola, Francis Parker Yockey et George Lincoln Rockwell comme ayant également manifesté une sympathie à l'égard de l'islam ; tout en affirmant qu'un des membres du groupe, Devon Arthurs, pense que l'islamophobie est utilisée par les néoconservateurs pour promouvoir le génocide blanc. Un membre de la division Atomwaffen, Stephen Billingsley, a été photographié lors d'une veillée à San Antonio, au Texas, représentant les victimes de la fusillade à Orlando, avec un masque et une pancarte indiquant « Dieu déteste les homosexuels »,,,.

## Affaires
En janvier 2018, Samuel Woodward a été inculpé dans le comté d'Orange, en Californie, du meurtre de Blaze Bernstein (en), un étudiant juif ouvertement gay qui avait disparu plus tôt dans le mois alors qu'il rendait visite à sa famille. Woodward est un néonazi déclaré et un membre du groupe qui avait assisté aux événements et aux camps d'entraînement de la division Atomwaffen, selon ProPublica. Selon des journaux de conversation publiés ultérieurement par ProPublica, un membre a écrit sur le meurtre « J'aime cela » et un autre a louangé Woodward en le qualifiant d'« équipier de démolisseurs de juifs homosexuels ».
Les nouveaux journaux indiquent qu'il y a environ 20 cellules Atomwaffen aux États-Unis, que certains membres ont participé à un entraînement aux armes et montrent aux membres félicitant Timothy McVeigh, responsable de l'attentat à la bombe d'Oklahoma City, du tireur de l'église de Charleston, Dylann Roof, et du meurtrier norvégien suprémaciste blanc Anders Breivik. Bernstein est la cinquième victime du groupe Atomwaffen.
En août 2019, deux membres d'une cellule de Virginie et un militaire en activité ont été arrêtés. Conor Climo, ancien ingénieur de combat et gardien de sécurité, est accusé d'avoir planifié des attaques sur une synagogue et un bar servant une clientèle essentiellement LGBT. Jarret William Smith, militaire en activité, est accusé d'avoir partagé en ligne des instructions pour fabriquer des bombes et d'avoir élaboré une stratégie pour attaquer le siège social de CNN à New York, et des activités antifascistes.
En octobre 2019, Cem Özdemir et Claudia Roth, membres des Verts allemands, ont reçu des menaces de mort très précises et crédibles provenant de la branche allemande d'Atomwaffen.
En juillet 2023, Patrick Gordon Macdonald, qui agissait comme propagandiste pour l'AWD, est arrêté pour terrorisme et propagande haineuse.